# Carolina Duer
Carolina Raquel Duer (nascida em 5 de agosto de 1978), conhecida como "The Turk", "La Barbie de Hierro", "La Turca" e "La Colorada", é uma boxeadora argentina, atualmente campeã do mundo.
Ela é a campeã da Federação Internacional de Boxe (IBF) em peso-galo, e anteriormente a campeã da Organização Mundial de Boxe (WBO) em peso-galo, e a campeã da WBO em supermosca. o Seu registro de agosto de 2016 foi 19-3-1.

## Vida pessoal
Duer nasceu no 5 de agosto de 1978, em Buenos Aires, Argentina. Ela é filha de imigrantes judeus de Síria.
Estudou numa escola judaica e comemorou seu Bat Mitzvah no Centro Hebraico Iona, uma sinagoga conservadora. Ela estudou na Escola Primária Jaim Najman Bialik em Buenos Aires.

## Carreira no boxe
Duer ganhou 19 de 20 lutas como amadora, e se tornou profissional em 2007.
Duer se tornou a campeã mundial da WBO em supermosca (lutadores pesando 112-115 libras), em dezembro de 2010, e defendeu o título seis vezes.
Ela ganhou o título mundial peso-galo da WBO em julho de 2013 e em julho de 2014, Duer derrotou Ana Maria Lozano, da Venezuela, por decisão unânime em Lanus, Argentina, em sua segunda defesa da coroa, da classe peso-galo, entre 115-118- libraa. o Seu registro em  setembro de 2014, foi 17-3-1.
Ela é o oitava mulher argentina a ocupar um WBO campeonato de boxe, e a primeira judia.
Em 26 de agosto de 2016, e depois de uma pausa em sua carreira devido a sua maternidade, Duer ganhou pela terceira vez, o título mondial, esta vez do peso-galo da IBF  depois de derrotar a boxeadora brasileira Aline Scaranello, por nocaute técnico.

## Televisão
Em 2013, Duer participou do reality show Celebrity Splash!, que ensina celebridades a prática do mergulho.
Duer começou a anunciar boxe, em 2014, na  rede Nacional de Televisão Pública de Argentina.